# 名物學
依據揚州大學王強的定義：名物學是研究與探討名物得名由來、異名別稱、名實關係、客體淵源流變及其文化涵義的學科。

## 詞源及詞義
名物最早出現在一詞在《周禮》，其中至少十三個職務提及此詞，主要乃對此職位的職務用到了名物一詞，並衍申其職。例如：《周禮·春官·宗伯》述及小宗伯的職務：「辨六粢之名物與其用，使六宮之人共奉之。」這些不同的專業的人，便要辨別不同領域的名物，並各有其職務上的作為。
名物训诂是训诂学的一个重要内容。所谓名物，早期的狭义说法是指草木鸟兽虫鱼等生物的名称，后来又逐步扩大到车马、宫室、冠服、星宿、山川、郡国、职官和人的命名等领域。

### 定義
根據錢慧真（2010）的定義：“從所指的角度而言，名物是屬於某物類的特定具體之物，它們都具有自己的具體名稱和獨特的區別性特徵；從語言的角度而言，它是音義關係在約定俗成中形成、具有較強的理據性和系統性，為全民所普遍接受認可的名詞或短語。它是古代人們對具體特徵之物加以辨識、分類的結果。”

## 演進
「最晚從周代开始就有了名物辨识工作,自《尔雅》起逐步形成了名物研究的传统模式,并在清代达到高峰。」
名物學的演進歷程最主要是發源於訓詁學裡對於名物之研究，後來學者逐漸專注於名物本身，而漸由訓詁學裡獨立出來；演變到後來研究範圍開始有不同的素材之分化，直到近代考古學方法的介入，使名物學開始重視名物背後的文化層面之研究。

### 訓詁學的名物學
名物學最早是屬於訓詁學的內容，其研究的主要主軸乃『以《尔雅》，《小尔雅》，《广雅》为主线，此外又有性质相近的《方言》等，共同构成名物研究的训诂学基础』

### 名物學的獨立
『名物学的独立。以《释名》开其端，以后又有从《诗经》的训诂中独立出来的名物研究，再有从《尔雅》分出来的一支，如《埤雅》，《尔雅翼》，《通雅》。』

### 名物學的研究範圍
在名物學發展過中，其研究範圍逐漸確立，大致如下：
- 禮學
- 格古（古器物）
- 本草；
- 艺植；
- 物产；
- 类书：如《清异录》，《事物异名录》、《三才图会》。

### 作为考证学的名物学
即特别把经学中的名物部分提出来，用考据的方法进行研究，并为之作图解，如江永《乡党图考》。若作分类，可别为数项，如：甲、衣服考；乙、饮食考；丙、住居考；丁、工艺考。

### 受考古學方法的影響
名物學的研究方法由於受到近代的考古學方法的影響，『融人文科学与自然科学于一身，为名物学的方法革新赋予了最为重要的条件』。即對於物及名的並重的研究，且重視其其文化層面的探討，此已有別於傳統的名物之訓詁、考證。

## 重要人物
- 青木正兒（英语：Masaru_Aoki）和（1887～1964），日本著名汉学家，文学博士，国立山口大学教授，日本学士院会员，日本中国学会会员，中国文学戏剧研究家：現代名物學者多會提到這位日本近代的名物學者及其著作，顯見其對中國名物學者之影響。
- 孫詒讓：根據錢慧珍[5]的看法，孫詒讓的貢獻至少包括三個部分:

- 词义学价值：一、孙氏对词义的本义-引申义系统、本义-比喻义系统、类义系统等都有研究。二、孙氏详细地阐释了词义在发展过程中扩大、缩小、转移、易位等诸种变化规律。三、孙氏对词义义位的概括和总结对总结训义所提供的义位和分析义位变体,提供了参考和借鉴。
- 辞书学价值。孙氏精闢的个案分析,对于辞书的编纂和修订有重要的价值
- 考古学价值。孙氏的名物训诂为文物的定名、年代和性质的确定提供了文献参考,也为考古学提供了方法支持和理论指导。

- 程瑤田[5]

## 參閱
- 考古學
- 訓詁學
- 考據學：又稱考證學、樸學。